# Иванникова, Мария Сергеевна
Мария Сергеевна Иванникова — ткачиха Московской хлопчатобумажной фабрики имени М. В. Фрунзе, Герой Социалистического Труда, член ЦК КПСС (1971—1981).

## Биография
Родилась в 1923 году в д. Пеньки Рязанской губернии (сейчас Новодеревеньковский район Рязанской области). Член ВКП(б)/КПСС с 1948 года.
В 1938—1980 гг. — ткачиха (до 1940 ученица ткачихи) Московской хлопчатобумажной фабрики имени М. В. Фрунзе Министерства лёгкой промышленности РСФСР.
Занесена в Книгу трудовой славы Министерства лёгкой промышленности СССР, лучшая ткачиха РСФСР.
В 1970 году досрочно выполнила личные социалистические обязательства и производственные задания Восьмой пятилетки (1966—1970). За годы этой пятилетки выработала сверх плана 48 тонн льноволокна. Указом Президиума Верховного Совета СССР от 5 апреля 1971 года «за выдающиеся успехи в досрочном выполнении заданий пятилетнего плана и большой творческий вклад в развитие производства тканей, трикотажа, обуви, швейных изделий и другой продукции легкой промышленности» удостоена звания Героя Социалистического Труда с вручением ордена Ленина и золотой медали «Серп и Молот» .
Лауреат Государственной премии СССР (1976) — «за разработку и выполнение встречных планов, осуществление мероприятий по повышению производительности труда на каждом рабочем месте, обеспечение режима экономии, развитие движения наставничества».
Избиралась депутатом Верховного Совета СССР 8-го и 9-го созывов. Делегат XXIV и XXV съездов КПСС.
Умерла в Москве. Похоронена на Котляковском кладбище (уч. 45).